# Maść detreomycynowa
Maść detreomycynowa (łac. Unguentum Chloramphenicoli FP IV, syn. Unguentum Detreomycini, Unguentum Chloromycetini, maść chloromycetynowa) – preparat galenowy do użytku zewnętrznego, sporządzany według przepisu farmakopealnego w zakresie receptury aptecznej. W Polsce na stan obecny (2024) skład określa Farmakopea Polska IV (1970).
Maść typu zawiesiny (składnik rozproszony w podłożu), wykazująca działanie typowe dla zawartego antybiotyku chloramfenikolu (inne nazwy: chloromycetyny, detreomycyny) w stężeniu 1% lub 2%: przeciwbakteryjne wobec większości tlenowych i beztlenowych bakterii G- i G+, a także riketsji, mykoplazm, chlamydii i innych.
Wskazaniami do stosowania maści detreomycynowej są ostre i przewlekłe stany zapalne powiek, spojówek i rogówki, owrzodzenia rogówki, zapalenie przedniej błony naczyniowej, rany gałki ocznej oraz zakażenia skóry wrażliwe na chloramfenikol.
Skład (FP IV, t. II):
chloramfenikol (Detreomycinum) 1 cz. lub 2 cz.
parafina ciekła (Paraffinum liquidum) 10 cz.
wazelina biała (Vaselinum album) 88 cz. – 89 cz. (do 100 cz.)
Przygotowanie:
Maść z chloramfenikolem należy przyrządzać aseptycznie. Jeżeli maść jest przeznaczona do oczu, wielkość cząsteczek użytego chloramfenikolu nie może przekraczać 20 μm.
Wazelinę białą stopić z parafiną ciekłą i wyjaławiać w temperaturze 160 °C przez 90 minut. Podłoże należy ostudzić i zawiesić w nim zmikronizowany chloramfenikol, zachowując warunki jałowości.